# Myurella reunionensis
Myurella reunionensis é uma espécie de gastrópode do gênero Myurella, pertencente a família Terebridae.